# Gloria Johnson-Powell
Gloria Johnson-Powell (née Gloria Johnson, 11 août 1936 - 11 octobre 2017) est une pédopsychiatre qui est également une figure importante du mouvement des droits civiques et l'une des premières femmes afro-américaines à obtenir un poste à Harvard Medical School.

## Biographie
Elle grandit à Boston, Massachusetts et fréquente la Boston Latin Academy. Elle obtient son baccalauréat en économie et en sociologie du Mount Holyoke College en 1958 et son doctorat en médecine en 1962 du Meharry Medical College de Nashville, Tennessee. Elle termine sa résidence à l'Université de Californie à Los Angeles et fait partie de la faculté pendant quinze ans avant de rejoindre la Harvard Medical School (où elle fait partie de la faculté pendant dix ans).
Elle est doyenne associée de l'École de médecine et de santé publique de l'Université du Wisconsin pour la diversité culturelle et professeure de psychiatrie et de pédiatrie.
Dans son livre de 1999, The Children, David Halberstam l'inclut comme l'une des figures clés du mouvement des droits civiques.
Son texte, Black Monday's Children, traite de l'effet de la déségrégation sur les enfants noirs du sud et elle continue à travailler avec les enfants des minorités. Johnson-Powell publie également un livre sur l'impact des abus sexuels sur les enfants. De plus, avec sa fille, elle écrit la biographie de sa mère.
Johnson-Powell est décédé le 11 octobre 2017 à Hambourg, en Allemagne à 81 ans.

## Œuvres
- Black Monday's Children: A Study Of The Effects Of School Desegregation On The Self-Concepts Of Southern Children
- The Psychosocial Development of Minority Children éditeur Brunner/Mazel New York 1983 (ISBN 0-87630-277-0)
- Durable Effects of Child Sexual Abuse co-éditeur avec Gail Elizabeth Wyatt, Sage Publications 1998 Newbury Park (ISBN 0-8039-3256-1)
- The House On Elbert Street: The Biography Of A Welfare Mother
- Transcultural Child Development: Psychological Assessment and Treatment coéditeur avec Joe Yamamoto Wiley New York 1997 (ISBN 0-471-17479-3)